# Julija Rachmanowa
Julija Igoriewna Rachmanowa (ros. Юлия Игоревна Рахманова; ur. 25 października 1991) – kazachska lekkoatletka specjalizująca się w biegu na 400 metrów. Wielokrotna medalistka imprez kontynentalnych. Jej rekordem życiowym na 400 metrów na otwartym stadionie jest czas 52,61s osiągnięty 14 czerwca 2015 w Ałmaty w Kazachstanie, a w hali czas 53,73s osiągnięty 1 lutego 2013 w Szymkencie.

## Osiągnięcia
| Rok  | Impreza                 | Konkurencja             | Miejsce        | Lokata      | Wynik    |
| ---- | ----------------------- | ----------------------- | -------------- | ----------- | -------- |
| 2013 | Mistrzostwa Azji        | Bieg na 400 metrów      | Pune           | 6. miejsce  | 54,34s   |
| 2013 | Mistrzostwa Azji        | Sztafeta 4 × 400 metrów | Pune           | 4. miejsce  | 3:36,09s |
| 2014 | Halowe mistrzostwa Azji | Bieg na 400 metrów      | Hangzhou       | 2. miejsce  | 54,37s   |
| 2014 | Halowe mistrzostwa Azji | Sztafeta 4 × 400 metrów | Hangzhou       | 1. miejsce  | 3:42,45s |
| 2014 | Igrzyska azjatyckie     | Bieg na 400 metrów      | Incheon        | 8. miejsce  | 54,41s   |
| 2014 | Igrzyska azjatyckie     | Sztafeta 4 × 400 metrów | Incheon        | 6. miejsce  | 3:36,83s |
| 2015 | Mistrzostwa Azji        | Bieg na 400 metrów      | Wuhan          | 4. miejsce  | 53,66s   |
| 2015 | Mistrzostwa Azji        | Sztafeta 4 × 400 metrów | Wuhan          | 3. miejsce  | 3:35,14s |
| 2015 | Uniwersjada             | Bieg na 400 metrów      | Gwangju        | 12. miejsce | 53,40s   |
| 2015 | Uniwersjada             | Sztafeta 4 × 100 metrów | Gwangju        | 1. miejsce  | 44,28s   |
| 2016 | Igrzyska olimpijskie    | sztafeta 4 × 100 metrów | Rio de Janeiro | eliminacje  | DQ       |